# Alba Longa

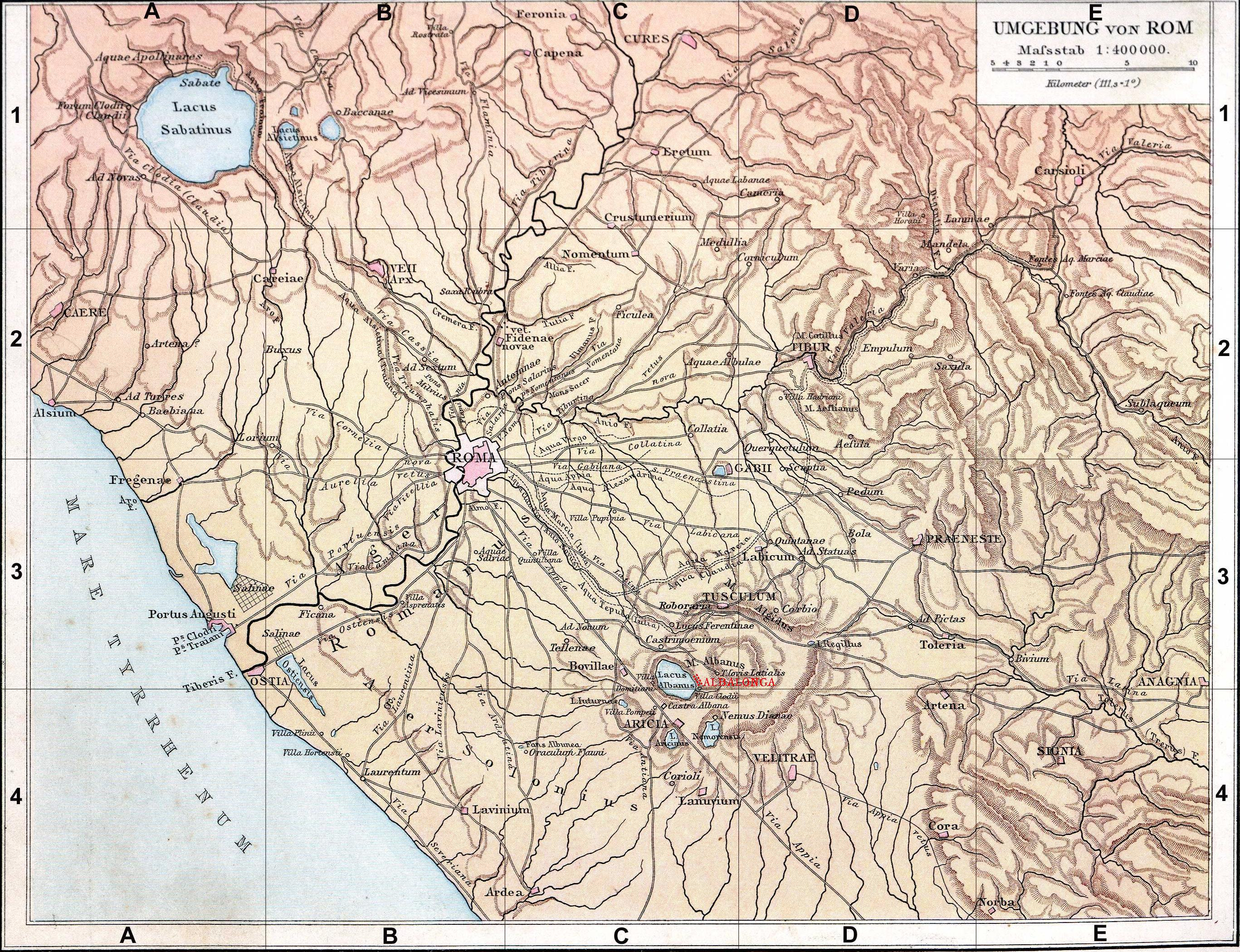
Umgebung um Rom mit Alba Longa

Alba Longa war eine Stadt im antiken Latium (Italien), etwa 20 Kilometer südöstlich von Rom, am Westufer des Albaner Sees (Albanosee), auf dem felsigen Hügelkamm der Albaner Berge. Man vermutet, dass das heutige Castel Gandolfo, die Sommerresidenz der Päpste, Alba Longa entspricht.
In der römischen Mythologie wird die Gründung der Stadt auf Ascanius, Sohn des Trojaners Aeneas, zurückgeführt und um das Jahr 1152 v. Chr. datiert. Die Stadt war lange der kulturelle Mittelpunkt und älteste Hauptstadt des antiken Latinerbundes. Der Sage um die Gründung Roms nach waren die beiden ausgesetzten Zwillinge Romulus und Remus Söhne der Rhea Silvia, einer Vestalin, und des Kriegsgottes Mars. Rhea Silvia war Tochter des Königs von Alba Longa, Numitor. Insofern gilt Alba Longa als die Mutterstadt Roms. 
Der sagenhafte (da historisch nicht belegte) dritte König von Rom, Tullus Hostilius, soll im Jahre 665 v. Chr. Alba Longa zerstört und die Bewohner auf dem Caelius in Rom angesiedelt haben.
Das altrömische Patriziergeschlecht der Julier mit ihrem bekanntesten Vertreter Gaius Iulius Caesar stammte ursprünglich aus Alba Longa.